# Rubus squarrosus
Rubus squarrosus är en rosväxtart som beskrevs av Karl Fritsch. Rubus squarrosus ingår i släktet rubusar, och familjen rosväxter. Inga underarter finns listade i Catalogue of Life.